# Mats Nilsson

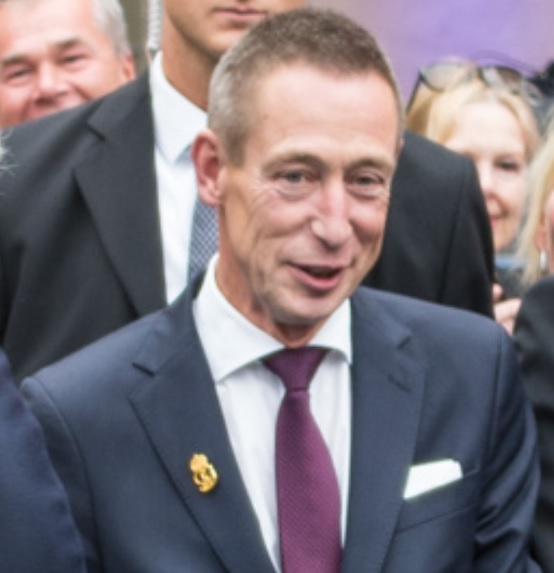
Mats Nilsson, 2013

Mats Evald Nilsson (* 30. Dezember 1956 in Västerås) ist ein schwedischer Generalleutnant a. D.

## Leben
Mats Nilsson wurde ab 1977 an der Krigsflygsskola in Ljungbyhed zum Militärpiloten ausgebildet und trat 1979 in den Verband F17 in Ronneby/Kallinge Blekinge ein. 1982 schloss sich eine Ausbildung zum Testpiloten in Linköping an. Danach absolvierte er zudem die amerikanische Testpilotenausbildung in Patuxent River.
1991 bis 1993 wurde Nilsson zum Generalstabsoffizier ausgebildet und 1994 zum Oberstleutnant befördert; 1997 übernahm er den Verband F16 in Uppsala. 2000 wurde er Befehlshaber der Luftwaffe, danach wechselte er ins Verteidigungsministerium auf den Posten als Leiter der Abteilung für militärische Verteidigung, die im Allgemeinen als Posten vor dem des Oberbefehlshabers der schwedischen Streitkräfte gilt; jedoch kam 2008 schließlich Sverker Göranson zum Zug.